# Campeonato Europeu de Ginástica Artística de 1992
O Campeonato Europeu de Ginástica Artística de 1992 teve suas competições femininas realizadas na cidade de Nantes, na França, e as masculinas em Budapeste, Hungria.

## Eventos
- Individual geral masculino
- Solo masculino
- Barra fixa
- Barras paralelas
- Cavalo com alças
- Argolas
- Salto sobre a mesa masculino
- Individual geral feminino
- Trave
- Solo feminino
- Barras assimétricas
- Salto sobre a mesa feminino

## Medalhistas
| Evento              | Ouro                                   | Prata                       | Bronze                                   |
| Masculino           |                                        |                             |                                          |
| Individual geral    | UKR Igor Korobchinsky                  | HUN Zoltan Supola           | BLR Vitaly Scherbo                       |
| Solo                | BLR Vitaly Scherbo                     | UKR Igor Korobchinsky       | ITA Juri Chechi RUS Sergei Kharkov       |
| Cavalo com alças    | UKR Igor Korobchinsky                  | BLR Vitaly Scherbo          | GER Ralf Büchner                         |
| Argolas             | ITA Juri Chechi                        | BLR Vitaly Scherbo          | HUN Szilveszter Csollany                 |
| Salto sobre a mesa  | BLR Vitaly Scherbo                     | UKR Igor Korobchinsky       | HUN Zoltan Supola                        |
| Barras paralelas    | HUN Zoltan Supola                      | UKR Rustam Sharipov         | UKR Igor Korobchinsky BLR Vitaly Scherbo |
| Barra fixa          | UKR Rustam Sharipov GER Andreas Wecker | nenhum                      | ROU Nicu Stroia                          |
| Feminino            |                                        |                             |                                          |
| Individual geral    | UKR Tatiana Gutsu (39.725)             | ROU Gina Gogean (39.648)    | ROU Vanda Hadarean (39.412)              |
| Salto sobre a mesa  | UKR Tatiana Gutsu (9,950)              | ROU Gina Gogean (9,948)     | BUL Silvia Mitova (9,906)                |
| Barras assimétricas | UKR Tatiana Gutsu (9,937)              | UKR Tatiana Lysenko (9,900) | RUS Elena Grudneva (9,875)               |
| Trave               | BLR Svetlana Boginskaya (9,950)        | UKR Tatiana Gutsu (9,900)   | UKR Ludmilla Stovbchataya (9,887)        |
| Solo                | ROU Gina Gogean (9,925)                | FRA Melanie Legros (9,900)  | UKR Tatiana Gutsu (9,887)                |

## Quadro de medalhas
| Ordem | País         | Medalha de ouro | Medalha de prata | Medalha de bronze |    |
| ----- | ------------ | --------------- | ---------------- | ----------------- | -- |
| 1     | Ucrânia      | 5               | 5                | 3                 | 13 |
| 2     | Bielorrússia | 3               | 2                | 1                 | 6  |
| 3     | Hungria      | 1               | 1                | 2                 | 4  |
| 4     | Rússia       | 1               |                  | 2                 | 3  |
| 5     | Itália       | 1               |                  | 1                 | 2  |
| 5     | Alemanha     | 1               |                  | 1                 | 2  |
| 7     | Roménia      |                 | 2                | 2                 | 4  |
| 8     | França       |                 | 1                |                   | 1  |
| 9     | Bulgária     |                 |                  | 1                 | 1  |
| TOTAL | TOTAL        | 13              | 11               | 13                | 37 |